# BanYa Production
BanYa (반야), algunas veces escrito BANYA o Banya, actualmente conocidos como BanYa Production (반야심경), es el grupo surcoreano de Andamiro responsable de crear canciones originales para el juego de simulación de baile Pump It Up. El estilo de su música varía bastante, desde rap, psycho hasta techno, desde rock 'n' roll hasta música clásica. Debido a que el líder de la banda que era Yahpp en ese entonces abandono el proyecto después de la versión Zero de la Pump It Up el resto del equipo se empezó a llamar Banya Production, liderados por Msgoon. Pero después de la versión NXA, este abandonó el proyecto.
Los remixes clásicos están entre las más populares producciones de BanYa. Varias sonatas, sinfonías y piezas aparecen en diferentes versiones. Mezclando violines, guitarras y bajos, estas canciones captan especial atención entre jugadores y gente que solo mira.

## Catálogo de canciones
Unos de los primeros temas bajo el nombre del grupo BanYa fueron Hypnosis e Ignition Starts, aunque Bee, Solitary y The Final Audition había sido ya registrada por Yahpp y Msgoon como artistas independientes. Hasta 2004, publicado 3 álbumes, sin embargo algunos Nonstop Remixes de varias canciones BanYa también se han realizado para la Pump It Up
En la Exceed 2, CanCan Fue movida de "K-Pop Channel" a "BanYa Channel", a pesar de que fue compuesta por F2 Systems, que han trabajado con Andamiro en la realización de Extra Mix. Holiday, Las otras obras de F2, han sido vistas únicamente en el Extra, Prex y Prex 2.
| Pump it Up: The 1st Dance Floor | Pump it Up: The 1st Dance Floor | Pump it Up: The 1st Dance Floor |
| Título                          | Título en coreano               | Notas                           |
| ------------------------------- | ------------------------------- | ------------------------------- |
| The 1st Dance Floor             |                                 |                                 |
| "Hypnosis"                      |                                 | Tema de género Synthpop         |
| "Ignition Starts"               |                                 | Tema de género Techno hardcore  |

| Pump it Up: The 2nd Dance Floor | Pump it Up: The 2nd Dance Floor | Pump it Up: The 2nd Dance Floor                                                    |
| Título                          | Título en coreano               | Notas                                                                              |
| ------------------------------- | ------------------------------- | ---------------------------------------------------------------------------------- |
| The 2nd Dance Floor             |                                 |                                                                                    |
| "Creamy Skinny"                 |                                 | Tema de género G-funk                                                              |
| "Extravaganza"                  | "엑스트라바간자"                | Tema de género Digital Hardcore Remix de Burnin' de Daft Punk                      |
| "Final Audition"                | "파이널 오디션"                 | Tema de género Breakbeat                                                           |
| "Hate"                          | "싫어" ("No")                   | Tema de género Rapcore basada en la canción birthday cake cantada por miho y yuka. |
| "Koul"                          |                                 |                                                                                    |
| "Techno Repeatorment"           |                                 | Disponible solo en el modo Nonstop Remix                                           |

| Pump it Up: The O.B.G. (The 3rd Dance Floor) | Pump it Up: The O.B.G. (The 3rd Dance Floor) | Pump it Up: The O.B.G. (The 3rd Dance Floor)                                                       |
| Título                                       | Título en coreano                            | Notas                                                                                              |
| -------------------------------------------- | -------------------------------------------- | -------------------------------------------------------------------------------------------------- |
| The O.B.G                                    |                                              | |
| "An Interesting View"                        | "서울구경"                                   | |
| "Close Your Eyes"                            | "눈을감아"                                   | |
| "Final Audition 2"                           | "파이널 오디션 2"                            | Tema de género Big Beat                                                                            |
| "Free Style"                                 |                                              | Voz de Honey Family                                                                                |
| "Midnight Blue"                              |                                              | Canción más lenta del Pump It Up: 80 BPM Basada en la sonata "Patética" 2º movimiento de Beethoven |
| "Naissance"                                  | "태동"                                       | |
| "Nightmare"                                  | "악몽"                                       | Tema de género Breakbeat                                                                           |
| "Pumping Up"                                 |                                              | |
| "She Likes Pizza"                            | "그녀는 피자를 좋아해"                       | Canción más rápida del Pump It Up: 230 BPM                                                         |
| "Turkey March"                               | "터키 행진곡"                                | Remix de Rondo alla Turca de Mozart                                                                |
| "With My Lover"                              | "님과함께", "To Be With You"                 | |

| Pump it Up: The O.B.G.: The Season Evolution | Pump it Up: The O.B.G.: The Season Evolution | Pump it Up: The O.B.G.: The Season Evolution                   |
| Título                                       | Título en coreano                            | Notas                                                          |
| -------------------------------------------- | -------------------------------------------- | -------------------------------------------------------------- |
| The O.B.G: S.E.                              |                                              |                                                                |
| "Betrayer"                                   | "사랑가"                                     | Voz de Drunken Tiger Basada en una canción tradicional Coreana |
| "First Love"                                 | "첫사랑"                                     | Tema de género Ragga                                           |
| "Mr. Larpus"                                 | "미스터 라푸스"                              | Basada en la canción Wipe Out de "The Surfaris"                |
| "Oh! Rosa"                                   |                                              | Tema de género Salsa                                           |
| "Solitary"                                   | "무혼" (o "武魂")                            |                                                                |

| Pump it Up: The Perfect Collection | Pump it Up: The Perfect Collection | Pump it Up: The Perfect Collection                              |
| Título                             | Título en coreano                  | Notas                                                           |
| ---------------------------------- | ---------------------------------- | --------------------------------------------------------------- |
| The Perfect Collection             |                                    |                                                                 |
| "All I Want for X-Mas"             |                                    |                                                                 |
| "Beethoven Virus"                  | "베토벤 바이러스"                  | Remix de "Pathétique", op.13, mov.3: rondó allegro de Beethoven |
| "N"                                | "엔 "                              | Tema de género Hip-Hop                                          |
| "Pump Jump"                        |                                    |                                                                 |
| "Rolling Christmas"                |                                    | Un remix de muchos Villancicos                                  |

| Pump it Up: Extra          | Pump it Up: Extra          | Pump it Up: Extra |
| Título                     | Título en coreano          | Notas             |
| -------------------------- | -------------------------- | ----------------- |
| Extra                      |                            |                   |
| "Final Audition Episode 1" | "파이널 오디션 에피소드 1" |                   |
| "Chicken Wing"             |                            |                   |

| Pump it Up: The Premiere 2 / The Rebirth | Pump it Up: The Premiere 2 / The Rebirth | Pump it Up: The Premiere 2 / The Rebirth                                                    |
| Título                                   | Título en coreano                        | Notas                                                                                       |
| ---------------------------------------- | ---------------------------------------- | ------------------------------------------------------------------------------------------- |
| The Premiere 2 / The Rebirth             |                                          |                                                                                             |
| "Csikos Post"                            |                                          | Basada en la canción Csiko's Post de Hermann Necke                                          |
| "Dance With Me"                          |                                          | Tema de género Electro hop                                                                  |
| "Dr.M"                                   | "닥터 엠"                                | Remix de la "Sinfonía n.º 40" de Mozart'                                                    |
| "Emperor"                                |                                          |                                                                                             |
| "Get Your Groove On"                     |                                          | Tema de género Rap Rock                                                                     |
| "Love Is a Danger Zone"                  | "러브 이즈 어 댄저 존"                   |                                                                                             |
| "Maria"                                  |                                          | Remix de Ave María de Franz Schubert                                                        |
| "Miss's Story"                           | "미스 에스 스토리"                       | Remix de la 5º Sinfonía de Beethoven                                                        |
| "Mission Possible"                       |                                          | Basada en el tema de Mission: Impossible de Lalo Schifrin                                   |
| "My Way"                                 |                                          |                                                                                             |
| "Oy Oy Oy"                               |                                          | Tiene una versión en español, nunca incluida en ninguna versión del Pump it Up              |
| "Point Break"                            | "포인트 브레이크"                        | Remix de Orchestral Suite n.º 3 en re mayor, segunda pieza Air on the G String. de Bach     |
| "Set Me Up"                              |                                          |                                                                                             |
| "Street Show Down"                       | "스트리트 쇼 다운"                       |                                                                                             |
| "Till The End Of Time"                   |                                          |                                                                                             |
| "Vook"                                   | "부크"                                   |                                                                                             |
| "We Will Meet Again"                     |                                          |                                                                                             |
| "Will O The Wisp"                        | "윌 오 더 위스프"                        | El video de fondo original fue reemplazado ya que podía causar epilepsia                    |
| "Winter"                                 | "윈터"                                   | Remix del 1.er movimiento "Winter" sobre The Four Seasons en (Allegro Non Molto) de Vivaldi |

| Pump it Up: The Premiere 3 | Pump it Up: The Premiere 3 | Pump it Up: The Premiere 3                                           |
| Título                     | Título en coreano          | Notas                                                                |
| -------------------------- | -------------------------- | -------------------------------------------------------------------- |
| The Premiere 3             |                            |                                                                      |
| "Beat of the War"          | "비트 오브 더 워"          | Basada en la canción de "Holy Wars...The Punishment Due" de Megadeth |
| "Bee"                      | "비"                       | Remix de "El vuelo del moscardón" de Rimski-Kórsakov                 |
| "D Gang"                   |                            |                                                                      |
| "Hello"'                   |                            |                                                                      |

| Pump it Up: The Prex 3 | Pump it Up: The Prex 3 | Pump it Up: The Prex 3 |
| Título                 | Título en coreano      | Notas                  |
| ---------------------- | ---------------------- | ---------------------- |
| The Prex 3             |                        |                        |
| "Come to Me"           | "컴 투 미"             |                        |

| Pump it Up: The Exceed            | Pump it Up: The Exceed | Pump it Up: The Exceed                                                                                 |
| Título                            | Título en coreano      | Notas                                                                                                  |
| --------------------------------- | ---------------------- | --- |
| The Exceed                        |                        | |
| "Blazing"                         |                        | |
| "Final Audition 3 U.F"            | "파이널 오디션 3"      | |
| "Get Up!!"                        | "겟 업!"               | Remix de la Sinfonía n.º 9 de Beethoven                                                                |
| "Monkey Fingers"                  | "몽키 핑거즈"          | Una canción secreta en esta edición. Basada en una canción para niños coreana                          |
| "Naissance 2"                     | "태동 2"               | Casi toda la canción se compone de samples                                                             |
| "Pump Me Amadeus"                 |                        | Remix de la Sinfonía n.º 25 de Mozart                                                                  |
| "X-Treme"                         | "엑스트림"             | Tiene características similares a Gorgeous 2012 de NAOKI utilizando el sobrenombre de "The Surrenders" |
| "Oh! Rosa (Versión en Español)"   | "오! 로사!(스페인어)"  | Una canción oculta en esta edición. Adaptada al español por Spink.!                                    |
| "First Love (Versión en Español)" | "첫사랑(스페인어)"     | Una canción oculta en esta edición. Adaptada al español por Spink.!                                    |

| Pump it Up: The Exceed 2 | Pump it Up: The Exceed 2 | Pump it Up: The Exceed 2                 |
| Título                   | Título en coreano        | Notas                                    |
| ------------------------ | ------------------------ | ---------------------------------------- |
| The Exceed 2             |                          |                                          |
| "Canon-D"                | "캐논 디"                | Basada en Canon in D de Johann Pachelbel |
| "Hi-Bi"                  | "하이 바이"              |                                          |
| "J Bong"                 | "제이 봉"                |                                          |
| "Solitary 2"             | "무혼 2"                 | Una canción oculta en esta edición.      |

| Pump it Up: Zero          | Pump it Up: Zero            | Pump it Up: Zero                                                                              |  |
| Título                    | Título en coreano           | Notas                                                                                         |  |
| ------------------------- | --------------------------- | --------------------------------------------------------------------------------------------- |  |
| Zero                      |                             |                                                                                               |  |
| "Love is a Danger Zone 2" | "러브 이즈 어 댄저 존 pt.2" | Inspirada en el tema de "Motorbreath" (sólo el comienzo) de Metallica                         |  |
| "Beat of the War 2"       | "비트 오브 더 워 2"         | Basada en la canción "Holy Wars...The Punishment Due" de Megadeth                             |  |
| "Jump"                    |                             |                                                                                               |  |
| "Moonlight"               | "월광"                      | Basada en la composición para piano "Claro de Luna" 3.er Momento: Presto agitato de Beethoven |  |
| "Papa Gonzales"           |                             | "Modern Jazz Samba" de Kevin Mc Leod                                                          |  |
| "Phantom"                 | "팬텀"                      | Basado en el tema El Fantasma de la Opera                                                     |  |
| "Witch Doctor"            | "위치 닥터"                 | Una canción oculta en esta edición                                                            |  |

| Pump it Up: NX                  | Pump it Up: NX               | Pump it Up: NX                                                                                             |  |
| Título                          | Título en Coreano            | Notas |  |
| ------------------------------- | ---------------------------- | --- |  |
| NX                              |                              | |  |
| "2006 Love Song"                | "사랑가 2006"                | Remake de Betrayer en el SE.                                                                               |  |
| "Do You Know That -Old School-" | "두 유 노우 댓-올드 스쿨"    | El GST y el BGA incluyen personajes que fueron creados para Pump It Up Zero.                               |  |
| "Gun Rock"                      |                              | |  |
| "Bullfighting's Song"           | "투우사의 노래"              | Basada en la Composición Toreador Song en la ópera Carmen                                                  |  |
| "Ugly Dee"                      | "미운오리 새끼"              | Remix de El lago de los cisnes de Piotr Ilich Chaikovski                                                   |  |
| "Witch Doctor #1"               | "위치 닥터 #1"               | Remake y versión lenta de Witch Doctor incluida en la versión Zero                                         |  |
| "Arch of Darkness"              | "아크 오브 다크니스"         | |  |
| "Fire"                          |                              | También llamada "Fire Game" Solo disponible en World Tour (NX), en WorldMax (NX2) y Another Channel (NX2)" |  |
| "Chimera"                       | "키메라"                     | Versión de Queen of the Night en The Magic Flute de Wolfgang Amadeus Mozart                                |  |
| "Final Audition Episode 2-1"    | "파이널 오디션 에피소드 2-1" | |  |
| "Final Audition Episode 2-2"    | "파이널 오디션 에피소드 2-2" | Inspirada en Far Beyond the Sun de Yngwie Malmsteen                                                        |  |

| Pump it Up: NX2     | Pump it Up: NX2        | Pump it Up: NX2 |
| Título              | Título en coreano      | Notas |
| ------------------- | ---------------------- | --- |
| NX2                 |                        | |
| "Solitary 1.5"      | "무혼 1.5"             | Remix de la parte no utilizada de Solitary. Se desbloquea utilizando únicamente USB.                                                                             |
| "Pumptris Quattro"  | "펌트리스 꽈뜨로"      | Tema basado en la canción rusa Kalinka, creada por Iván Petróvich Lariónov. El "Quattro" porque la canción tiene cuatro partes diferentes de la base de Kalinka. |
| "Faster Z"          | "패스터 Z"             | Remix de la pieza clásica Zigeunerweisen de Sarasate |
| "Guitar Man"        | "기타맨"               | |
| "Money"             | "머니"                 | |
| "Jam O Beat"        | "잼 오 비트 "          | |
| "Beat the Ghost"    | "비트 더 고스트"       | Solo se sabe que a los últimos segundos de la canción hay una parte del tema navideño "joy to the world".                                                        |
| "Caprice of Otada"  | "카프리스 오브 오타다" | Basada en la canción Rapsodia sobre un tema de Paganini (Caprice #24) de Rajmáninov                                                                              |
| "Higgledy Piggledy" | "히글디 피글디"        | Un mix de temas clásicos: "Habanera" de Georges Bizet y "Por una cabeza" de Carlos Gardel                                                                        |
| "Monkey Fingers 2"  | "몽키 핑거즈2"         | Segunda parte de la canción "Monkey Fingers" se le ha modificado algunas cosas como por ejemplo le pusieron una voz más aguda.                                   |

| Pump it Up: NXA                | Pump it Up: NXA   | Pump it Up: NXA                                                                                         |
| Título                         | Título en coreano | Notas                                                                                                   |
| ------------------------------ | ----------------- | --- |
| NXA                            |                   | |
| "People Didn't Know"           |                   | |
| "Dj Otada"                     |                   | Basado en el tercer movimiento del Concierto para Trompeta y Orquesta en Mi bemol mayor de Joseph Haydn |
| "K.O.A ~Alice in Wonderworld~" |                   | Basado en el tema musical de Schubert Moment musical op.94-3                                            |
| "My Dreams"                    |                   | |
| "Toccata"                      |                   | Basada en Toccata y Fuga, compuesta por Bach.                                                           |
| "Blaze Emotion"                |                   | |
| "Canon X.1"                    |                   | Se desbloquea utilizando únicamente USB.                                                                |
| "Chopsticks Challenge"         |                   | Basado en el tema "Chopsticks" compuesta por Franz Liszt                                                |
| "Final Audition Episode 2-X"   |                   | Disponible desde el 2009 en las máquinas de la NXA.                                                     |

| Pump it Up: 2010 FIESTA        | Pump it Up: 2010 FIESTA  | Pump it Up: 2010 FIESTA                                                   |
| Título                         | Título en coreano        | Notas                                                                     |
| ------------------------------ | ------------------------ | ------------------------------------------------------------------------- |
| 2010 FIESTA                    |                          |                                                                           |
| "X-Tree"                       | 엑스트리                 | Popurrí de canciones de Navidad.                                          |
| "Sorceress Elise"              | 소서리스 엘리제          | Basado en el tema Fur Elise compuesto por Ludwig van Beethoven            |
| "Betrayer -Act 2-"             | 사랑가 -2막-             | Nueva versión de Betrayer realizada por msgoon.                           |
| "Do it -Reggae style-"         | 두 잇 레게 스타일        |                                                                           |
| "Xenesis"                      | 제네시스                 | Basada en New World Symphony -4th Movement- compuesta por Antonin Dvorak. |
| "Arirang"                      | 아리랑                   | Basado en una canción tradicional coreana.                                |
| "Tek -Club Copenhagen-"        | 테크 -클럽 코펜하겐-     |                                                                           |
| "Hello William"                | 안녕 윌리엄              | Basado en la Opera de William Tell compuesta por Gioachino Rossini        |
| "Turkey March -Minimal tunes-" | 터키 행진곡 -미니멀튠즈- | Nueva versión de Turkey March.                                            |
| "Get up (and go)"              | 겟 업 (앤 고)            | Nueva versión Get up.                                                     |
| "Phantom -Intermezzo-"         | 팬텀 -인터메조-          | Nueva versión de Phantom.                                                 |
| "Mission possible -Blow back-" | 미션 파서블 -블로우 백-  | Nueva versión de Mission possible.                                        |
| "Pumping Jumping-"             | 펌핑 점핑                | Nueva versión de Pump Jump.                                               |

### Canciones Adicionales
Banya también publicó algunas canciones en CD de promoción, que no se presentaron hasta la fecha en cualquiera de los Juegos:
- "Warm Shadow in a Stranger's Eyes"
- "Going Home"
- "Golden Tears"
- "Let Me Break it Down"

Así como las Canciones completas de algunos temas del juego
- "Beat of the War 2" (Versión completa disponible en la NX y NX2)
- "Canon-D" (Esta canción es un tema secreto de Exceed 2, Pero todavía no ha aparecido en los Soundtrack, Asimismo, aparece en Remix Station de Zero y en Special Zone en NX/NX2
- "Dance With Me"
- "Emperor"
- "Final Audition"
- "Fire" (Versión completa disponible en la NX y NX2)
- "Get Your Groove On"
- "Hate"
- "Love is a Danger Zone 2" (Versión completa disponible en la NX y NX2)
- "Maria"
- "Miss's Story"
- "Mission Possible"
- "Mr. Larpus"
- "My Way"
- "N"
- "Oh! Rosa"
- "Oy Oy Oy"
- "Point Break"
- "Pump Jump"
- "She Likes Pizza"
- "Solitary"
- "Winter" full version Antonio vivaldi The four seasons

### Remixes
Dentro del juego Pump It Up en la Special Zone se hacen remixes:
- "Banya P-Classic Remix" Remix de Ugly Dee, Bullfigthers Song y Moonlight
- "Tream Vook of the War" Remix de Vook, X-tream y Beat of the War
- "Banya Classic Remix" Remix de Beethoveen Virus, Winter y Pump Me Amadeus
- "Bemera" Remix de Bee y Chimera
- "Wi-Ex-Doc-Va" Remix de Witch Doctor y Extravaganza
- "Final Audition Ep. 1 & Chicken Wing Remix" Final Audition Ep.1 + Chicken Wing
- "Money Finger" Remix de Money y Monkey Fingers
- "Beat o Jam No.4" Remix de Beat o' Jam y Beat No.4 de Head Trip (Disponible desde NXA)
- "Dr. K.O.A" Remix de Dr.M y Alice In WonderWorld (K.O.A) (Disponible desde NXA)
- "Caprice Of Dj Otada" Remix de Caprice of Otada y Dj Otada (Disponible desde NXA)
- "Turkey Virus" Remix de Turkey March y Bethoveen Virus (Disponible desde NXA)
- "Ugly Duck Tocatta" Remix de Ugly Dee y Tocatta (Disponible desde NXA)
- "Big Metra Remix" Remix de Trato de no Trabarme y Pañuelito Rojo
- "Love is a Danger Zone Try to B.P.M." Remix de LIADZ (Love is a Danger Zone)
- "Nina Pxndx Mix" Mix de Nina Pilots y Panda

## Discografía

### The 1st Steps to the Banya
Este álbum compuesto por todas sus canciones desde "Pump It Up: the 1st Dance Floor", "The OBG SE", con excepción de Creamy Skinny y Koul, de "2nd Dance Floor". También incluye una versión en guitarra eléctrica de Ignition Starts en lugar de la versión hardcore, una versión de Hate Cantada por Pp (la misma chica que cantaba arriba de Pumping Up) una canción completamente nueva, una balada titulada "Sombra de calentamiento en unos extraños ojos (Warm Shadow in a Stranger's Eyes)" traducción aproximada, ya que es muy difícil de traducir este título del coreano). Todas las canciones que existía en una versión más larga que las que aparece arcade en él se incluyen sus versiones originales, con excepción de final Audition.
1. Nightmare
2. Midnight Blue
3. She Likes Pizza (Pump mix)
4. Close Your Eyes
5. Free Style
6. Turkey March
7. Pumping Up
8. First Love
9. An Interesting View
10. Oh! Rosa (Pump mix)
11. With My Lover
12. Betrayer (Pump mix)
13. Final Audition (Pump mix)
14. Naissance
15. Ignition Starts (versión en guitarra)
16. Final Audition 2
17. Hypnosis
18. Mr Larpus (Pump mix)
19. Extravaganza
20. Solitary (Pump mix)
21. Betrayer (versión original)
22. Hate
23. Hate (Pp versión)
24. Oh! Rosa (versión original)
25. She Likes Pizza (versión original)
26. Solitary (versión original)
27. Mr Larpus (versión original)
28. Warm Shadow in a Stranger's Eyes

### Interlock
1. Pump Jump
2. Mission Possible
3. My Way
4. The Emperor
5. Golden Tears
6. Get Your Groove On
7. Going Home
8. All I Want for X-Mas
9. Let Me Break It Down
10. Love Is A Danger Zone
11. Street Show Down
12. Will-O'-The-Wisp
13. Beethoven Virus
14. Maria
15. Dr.M
16. Point Break
17. Winter
18. Chicken Wing (Mutation)

### Unfinished
1. Final Audition 3 U.F
2. Beat of the War
3. Naissance 2
4. Csikos Post
5. Rolling Christmas
6. Hello
7. D Gang
8. Bee
9. Vook
10. Pump Me Amadeus
11. Get Up!!
12. Blazing
13. Set me Up
14. Come to Me
15. Miss's Story
16. Oy Oy Oy
17. N
18. Till the end of Time
19. Dance With Me
20. Monkey Fingers
21. We Will Meet Again